# سلسو گویتی
سلسو گویتی (اسپانیایی: Celso Güity‎; ۱۳ ژوئیهٔ ۱۹۵۸ – ۱۲ فوریهٔ ۲۰۲۱) بازیکن فوتبال اهل هندوراس بود.
وی همچنین در تیم ملی فوتبال هندوراس بازی کرده‌است.